# 周彪
周彪（1910年8月17日—1981年3月20日），原名周生珍。江西省吉安县上浮源村人。中国人民解放军空军开国中将。

## 生平
周彪的父亲是染坊的染工，因劳累过度、贫病交加，在周彪出生前就已病逝。母亲1912年离家改嫁。周彪由祖母讨饭抚养长大。1918年1月，由姑姑介绍到上谢背头村学裁缝。后读了半年私塾。1920年2月，到安福县城当缝衣的包身童工。1926年2月，祖母去世后回村打零工度日。
1928年任儒行区少年先锋队队长，1928年底，带领百余名少先队队员参加赣西红军游击队，任游击队排长。1929年，任儒行区上浮源村苏维埃政府赤卫委员会委员兼少年先锋队支队长、总队长。1930年，红军攻克吉安，周彪报名参加了红四军任战士、红四军第十师三十团一连副班长、班长、排长，团政治处宣传队分队长、队长，团俱乐部主任等职。1931年入团，1932年转党。1932年5月入瑞金红军学校学习，结业后留校任教员。1933年2月任红三师七团总支部书记。1933年12月任红九军团七团政治委员。军团政治部民运部代理部长。1935年10月任红九军团教导队政治委员。1936年1月任红三十二军（红九军团）第三营教导员。红一、四方面军会师后，周彪调任红四方面军政治巡视员、红军大学上干队政治科教员。长征到达陕北后，入延安抗日军政大学第一期第一队学习。
抗战爆发后，被派往山西离石、临县动员群众抗日。1937年10月任山西青年抗敌决死队教导二团一科科长、政训处干事、临县战地动员委员会武装部部长。1938年3月任八路军一二O师独立四支队支队长兼政委，参与开辟晋西北抗日根据地。1939年1月随程子华赴冀中，任冀中军区十分区政委、司令员，其中1940年11月入晋察冀党校高级班学习。在冀中抗战最残酷的年代，其中1941年和1942年，日军集中大批兵力对冀中十分区进行了十余次大规模扫荡，推行了五次治安强化运动；特别是1942年5月1日冀中“五一大扫荡”后，至6月第十分区所在的大清河北被日军占领全部沦陷为敌占区，十分区机关和部队只能退到冀中腹地，以后又退到文安洼的皇甫村一带。十分区的主力部队有二十七、二十九、三十二这三个团，大部分转移到外线，只留下了二十九团的四个连、分区警卫营的五个连、地区五总队的四个连坚持下来。十分区分为两个部分，司令员周彪和政委帅荣各带一部分，分别向白洋淀、文安洼一带的芦苇荡转移。1942年6月下旬，十分区警卫连和教导大队在司令员周彪、参谋长刘秉彦指挥下，在任邱县边家堡全歼日军“剔抉队”八十余人，俘虏日军中队长伊豆文雄。1942年7月5日，冀中军区命令十分区主力部队转移至北岳区。冀中十分区的八路军分南北两路突围过平汉线铁路，北路周彪带领的司令部系统和部分主力团走高碑店进入晋察冀平西地区；南路帅荣带领的政治部系统和黎光团长的主力二十九团走徐水县向冀西山区转移，从白洋淀南岸的大树刘庄出发，乘船到白洋淀北岸休息一天，夜行军至拒马河北岸的韩村。在过平汉线铁路之前，有一次短暂休整，帅荣再一次分兵：帅荣带政治部机关、警卫营走定兴县过平汉线铁路；另一路随教导大队，走色垡、南庄被日伪军拦截，损失很大，十几天后才越过铁路。临出发前，帅荣将队伍中的女同志和年纪小的半大孩子留了下来，交当地老百姓家隐蔽等待，帅荣许诺一旦在冀西山区站住了脚，会立即派人来接他们。1942年的7月1日过铁路后在东韩村和大牛、小牛村之间立即遭到铁路西边日伪军的围追堵截。危机之处，杨成武派来接应的一分区第三团高粮知道有的连及时赶到，解救了十分区部队。后担任十分区司令员刘秉彦的回忆录中评价分区部队：“……不敢大胆转到敌后，不敢向敌人背后打去，不敢集中兵力打到敌人控制的老敌占区去，走上了被动的道路。”1943年2月5日春节，根据八路军总部的统一安排，由十分区周彪司令员、帅荣政委带领的军分区机关奉命撤销。1943年周彪在冀西太行山区任冀中军区教导团团长兼政委。1944年随杨成武返回平原地区恢复冀中根据地，任冀中八分区司令员、政委兼八地委书记。
第二次国共内战时期，任晋察冀野战军第三纵队第八旅政委、旅长，冀中军区副司令员兼晋察冀军区第七纵队副司令员。1949年1月任华北军区第69军副军长。
1949年10月任第四十九军政委，南下广西参加作战。1950年4月任第42军政委，1950年10月率部参见抗美援朝战争。1952年回国。1953年3月任东北军区防空部队政委。行政六级待遇。1954年3月入解放军政治学院文化班学习。1955年9月入解放军高级防校高级班学习。1957年5月防空军并入空军后，任中国人民解放军空军高射炮兵指挥部（“空高指”）司令员。文化大革命中遭受迫害，被下放至江西农场劳动。1972年底，党中央、中央军委批准为周彪平反。1975年9月退二线任中国人民解放军空军顾问，积极认真参与空军防空部队建设与军事行动调研。
1980年秋，被诊断为肝癌晚期。临终前遗言：“不开追悼会、不向遗体告别。” 
获朝鲜民主主义人民共和国二级国旗勋，1955年获二级八一勋章、一级独立自由勋章、一级解放勋章。全国政协第五届委员会委员。

## 家人
- 夫人朱占芳